# تيفوسي
التيفوسي أو تيفوسي هي كلمة تُطلق على مجموعة من الأنصار الذين يُشكّلون التيفو في مختلفِ الألعاب الرياضية ككرة القدم وسباقات الفورمولا وغيرها من الأصناف التي تعرف حضورًا جماهيريًا غفيرًا.

## المعنى
تعودُ أصول هذه الكلمة إلى اللغة الإيطالية وهي تعني حرفيًا «المصابون بالتيفوس» أي الأشخاص الذين يتصرّفون بطريقة محمومة.

## الرياضيات

### كرة القدم

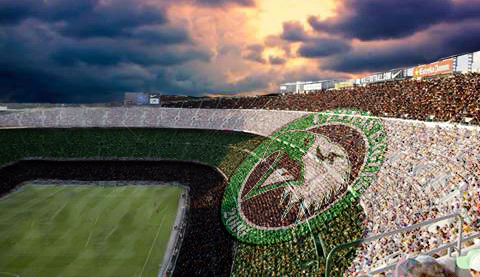
التيفوسي في مباراةٍ لكرة القدم

منذ أواخر ستينيات القرن العشرين؛ اعتمدَ العديد من المشجعين الإيطاليين على المجموعات الرياضية المساندة والمعروفة باسمِ ألتراس. كان الهدف الرئيسي من هذه المجموعات هو دعمُ مشجعي الكوريغراف بالأعلام واللافتات ورشاشات الدخان الملونة والمتوهجة والطبول والهتاف في انسجامٍ تام. بالنسبة لمعظم الفرق؛ فإن جذور التنافس بين المدن والألوان والرموز والأيقونات الشاملة لها جذور في العصور الوسطى وعصر النهضة المُبكّر لكن بشكلٍ محتلفٍ عما أصبحَ عليه الوضع اليوم.

### الفورمولا وان

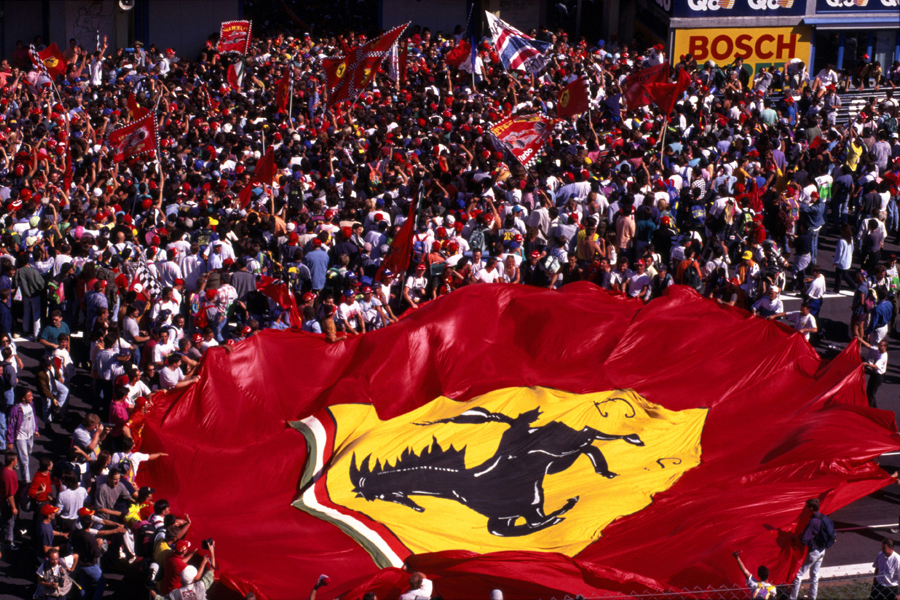
التيفوسي الخاص بسكوديريا فيراري

أصبحَ من الشائع استخدام كلمة تيفوسي للإشارة إلى أنصار سكوديريا فيراري في الفورمولا وان. يشتهرُ عشّاق سباق السيارات الإيطاليون بحبهم لفيراري على الرغم من أنهم كانوا من المؤيدين الأقوياء للسيارات الإيطالية الأخرى مثل مازيراتي ولانشيا وألفا روميو.
يوفر التيفوسي للفورمولا وان «صورًا جميلة» على مستوى المدرجات؛ ففي سباق الجائزة الكبرى الإيطالي يَرفع التيفوسي عادةً علم فيراري بحصانه الجامح الذي يعطي رونقًا للمحفل ويَحدث ذلك أثناء الصعود لمنصة التتويج عند نهاية كل سباق، كما يُمكن رؤية مشهدٍ مماثلٍ خلال سباق سان مارينو الذي أُقيم بالقرب من مدينة إمولا على بعد 80 كم فقط (49.7 ميل) شرق مصنع فيراري في مارانيللو.
يمكن عزو الزيادة الكبيرة في صفوفهم بشكلٍ مباشرٍ إلى البطل الألماني مايكل شوماخر الذي قادَ لفيراري من 1996 إلى 2006 وقاد الفريق إلى التتويج ببطولة الصانعين من 1999 إلى 2004.

### سباقات الدراجات الهوائية
تُستخدم الكلمة أيضًا لوصفِ المعجبين على جانب الطريق في السباقات الكبيرة للدراجات الهوائية خاصة في إيطاليا عند الوصول إلى المراحل الجبلية.